# Соусник

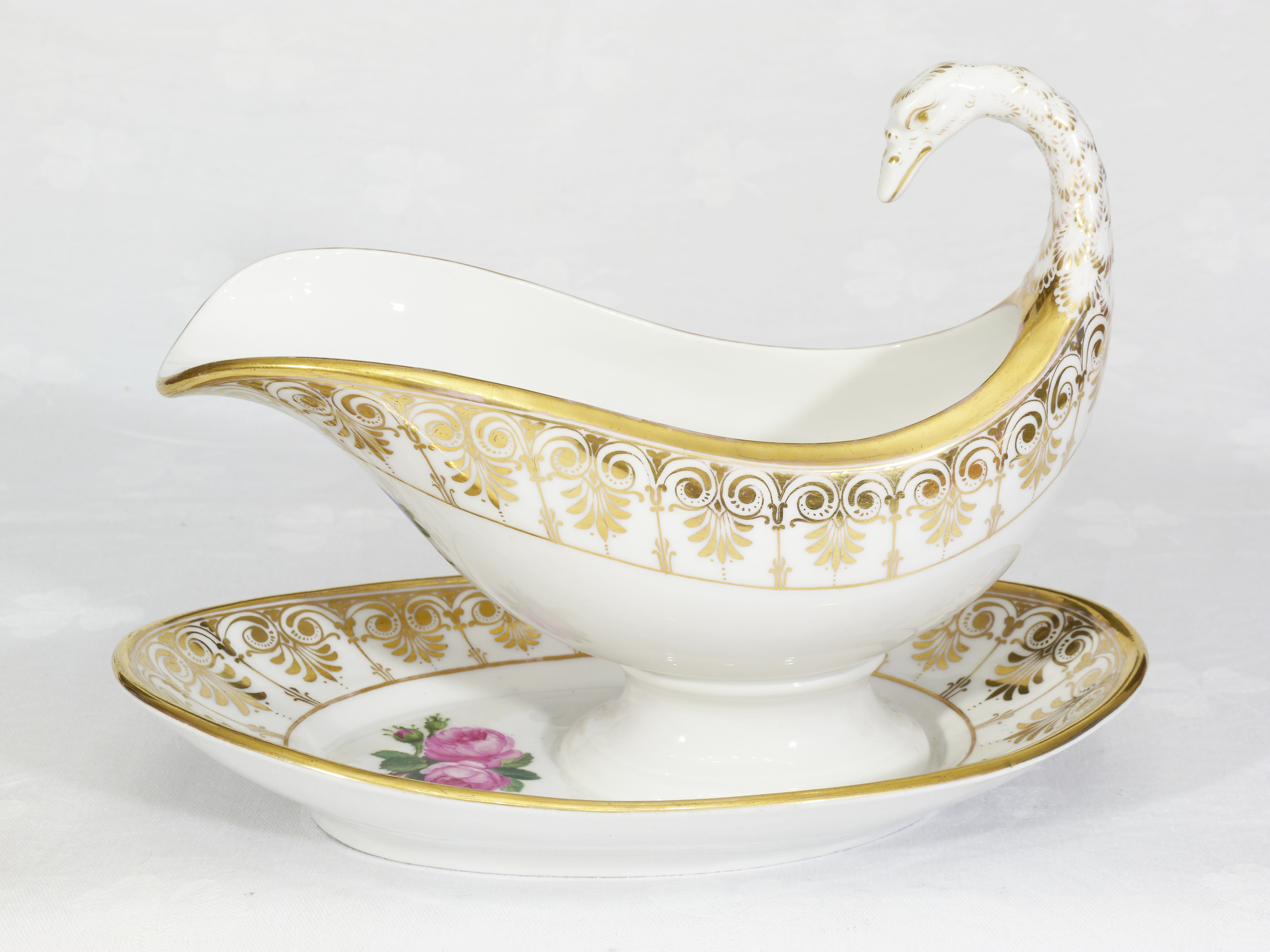
Соусник производства Королевской фарфоровой мануфактуры в Берлине

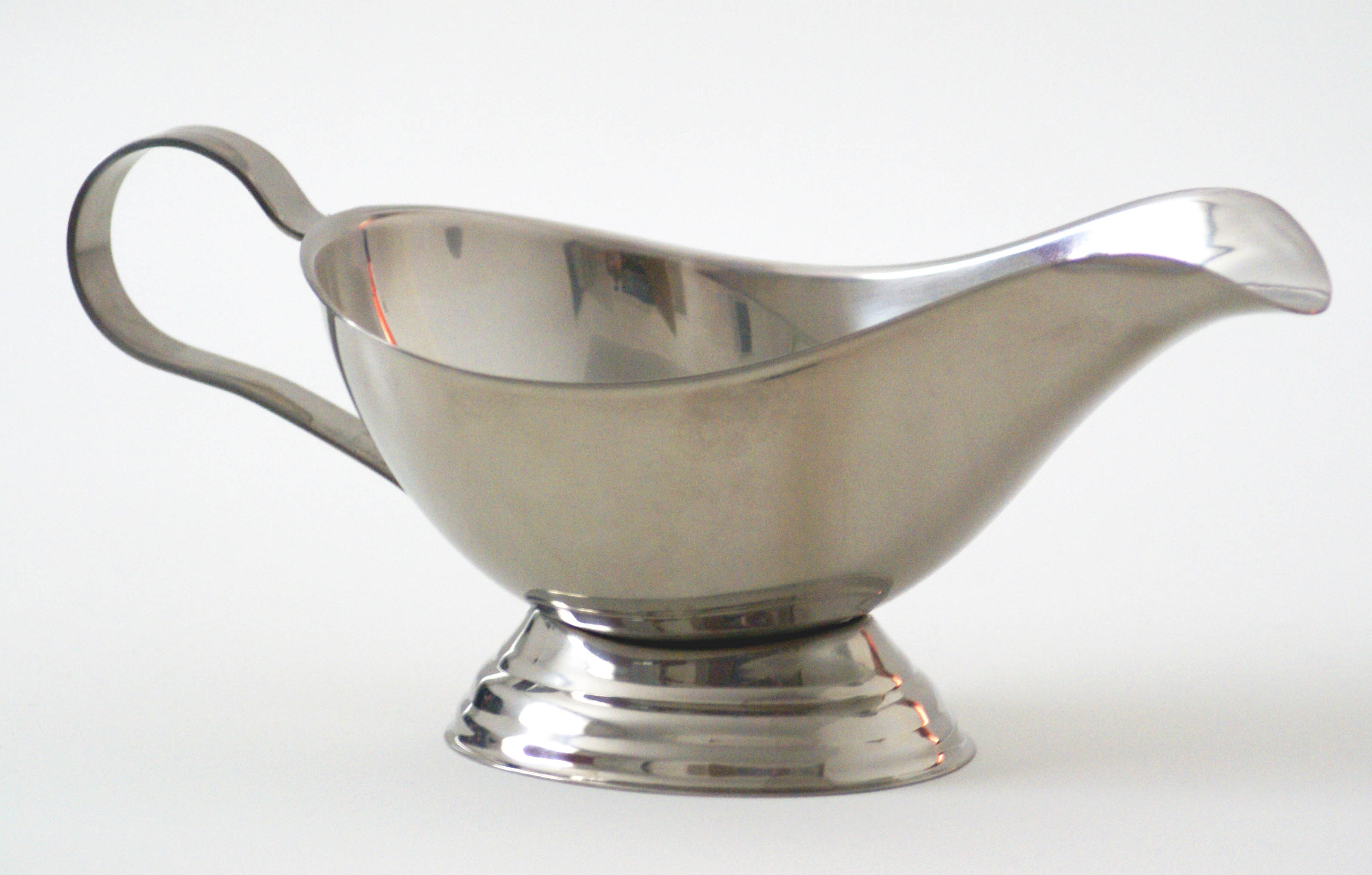
Соусник из нержавеющей стали

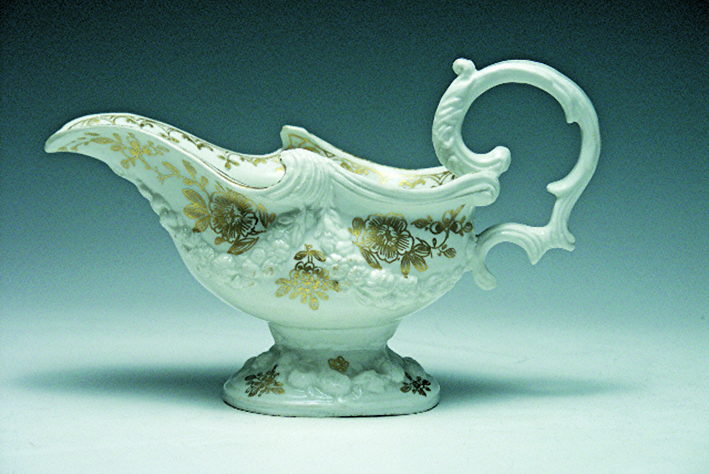
Фарфоровый соусник в стиле рококо, около 1750 года

Со́усник — небольшой открытый сосуд, продолговатая чашка с ручкой и носиком, используемая для хранения соуса или подливки. В комплект соусника также иногда входит специальный поднос, в который стекают оставшиеся на носике капли соуса. В отдельных случаях соусник играет роль разделителя жидкости, когда содержимое контейнера под действием силы тяжести разделяется на более лёгкие и более тяжёлые фракции, и подсоединённая к носику трубка доставляет содержимое не с поверхности, а со дна сосуда.

## История
Специализированные сосуды для хранения соуса известны ещё с античных времён. Однако свой современный вид соусники приобрели во второй половине XVII века, когда стали популярными во французском дворе. Наиболее ранние дошедшего до нашего времени кухонные принадлежности этого типа относятся примерно к 1690 году — они были изготовлены из серебра, имели две ручки и два носика. Полагают, что эти соусники были изобретены в ответ на модное для того времени течение Нувель кюизин (фр. nouvelle cuisine, «новая кухня»), в котором отдавалось предпочтение более лёгкой пище. В XVIII веке под влиянием Франции подобные столовые приборы появились в Англии, где они также в начале изготавливались из серебра, а начиная с 1740-х годов, из фарфора. По мере потери интереса к китайскому фарфору соусники стали важной частью индустрии английских мануфактур, и многие из них имели соусники в ассортименте производимой ими продукции.
Во второй половине XVIII века до этого доступные только богатому сословью соусники стали приобретать популярность среди среднего класса, и их дизайн упростился — многообразие форм и использование серебра стало менее востребованным. Если ранее мало кто из производителей занимался изготовлением полных столовых сервизов, то изобретённый в 1754 году английской фирмой Веджвуд кремовый фарфор позволял значительно упростил этот процесс, позволил изготавливать до этого трудоёмкие большие блюда. С тех пор соусники стали неотъемлемой частью больших столовых сервизов.